# Martin City
Martin City és una concentració de població designada pel cens dels Estats Units a l'estat de Montana. Segons el cens del 2000 tenia 331 habitants.

## Demografia
Segons el cens del 2000, Martin City tenia 331 habitants, 142 habitatges, i 94 famílies. La densitat de població era de 266,2 habitants per km².
Dels 142 habitatges en un 30,3% hi vivien nens de menys de 18 anys, en un 53,5% hi vivien parelles casades, en un 7% dones solteres, i en un 33,1% no eren unitats familiars. En el 28,9% dels habitatges hi vivien persones soles el 9,2% de les quals corresponia a persones de 65 anys o més que vivien soles. El nombre mitjà de persones vivint en cada habitatge era de 2,33 i el nombre mitjà de persones que vivien en cada família era de 2,82.
Per edats la població es repartia de la següent manera: un 23,3% tenia menys de 18 anys, un 7,3% entre 18 i 24, un 29,9% entre 25 i 44, un 31,4% de 45 a 60 i un 8,2% 65 anys o més.
L'edat mediana era de 41 anys. Per cada 100 dones de 18 o més anys hi havia 108,2 homes.
La renda mediana per habitatge era de 21.250 $ i la renda mediana per família de 31.500 $. Els homes tenien una renda mediana de 23.500 $ mentre que les dones 11.458 $. La renda per capita de la població era de 12.896 $. Aproximadament el 13,8% de les famílies i el 24,4% de la població estaven per davall del llindar de pobresa.

## Poblacions més properes
El següent diagrama mostra les poblacions més properes.